# IC 1954
IC 1954 је спирална галаксија у сазвјежђу Часовник која се налази на листи објеката дубоког неба у Индекс каталогу.
Деклинација објекта је - 51° 54' 15" а ректасцензија 3h 31m 31,1s. Привидна величина (магнитуда) објекта IC 1954 износи 11,4 а фотографска магнитуда 12,2. Налази се на удаљености од 13,999 милиона парсека од Сунца. IC 1954 је још познат и под ознакама ESO 200-36, IRAS 03300-5204, PGC 13090.